# Súng trường chống tăng Type 97
Shiki 97 (九七式自動砲, きゅうななしきじどうほう, Kyūnana-shiki jidōhō) là một trong những súng trường chống tăng đầu tiên có cỡ nòng 20mm được chế tạo. Súng được Masawa Kawamura thiết kế năm 1935 cho vai trò chống tăng, và được Lục quân Đế quốc Nhật Bản sử dụng trong chiến tranh thế giới thứ hai. "97" nghĩa là năm 2597 theo Phật lịch truyền thống của Nhật Bản.
Súng có máy tự động nên tốc độ bắn khá cao. Mặt khác, sức giật của súng rất mạnh và có thể làm bị thương xạ thủ, do đó, trong Quân đội Đế quốc Nhật Bản, xạ thủ Shiki 97 không những phải khỏe mạnh mà còn phải là những người lính dũng cảm nhất.
Súng có thể gắn thêm tấm chắn đạn cho xạ thủ nhưng tổng trọng lượng của súng sẽ lên đến 68 kg. Ngoài ra, để tiện mang vác, súng được gắn thêm hai càng để khiêng đi như khiêng cáng cứu thương. Shiki 97 là một trong số ít súng vào thời đó có một giá hai chân và một càng đơn để tăng độ ổn định khi ngắm bắn.
Đạn 20x124mm bắn từ Shiki 97 có thể xuyên 30mm thép cán đồng nhất ở khoảng cách 350 m với góc chạm 90°, hoặc xuyển thủng giáp trước xe tăng M3 Stuart của Mỹ (dày 44 mm) ở khoảng cách 150 m.
Shiki 97 không đủ mạnh để đối phó trực diện với các xe tăng hạng trung và hạng nặng của quân đội Mỹ, nhưng rất hiệu quả trước phương tiện mặt đất hạng nhẹ, các phương tiện đổ bộ và công sự tạm thời bằng gỗ, đất và bao cát...
Các pháo tự động Ho-1 và Ho-3 gắn trên máy bay chiến đấu của Nhật được phát triển dựa trên Shiki 97.